# خط گاسپل اوک تا بارکینگ
خط گاسپل اوک تا بارکینگ (انگلیسی: Gospel Oak to Barking Line) یکی از خط‌های متروی زمینی لندن است.
این خط در سال ۱۹۸۱ افتتاح شده و دارای ۱۲ ایستگاه می‌باشد.

نقشه خط

## نگارخانه

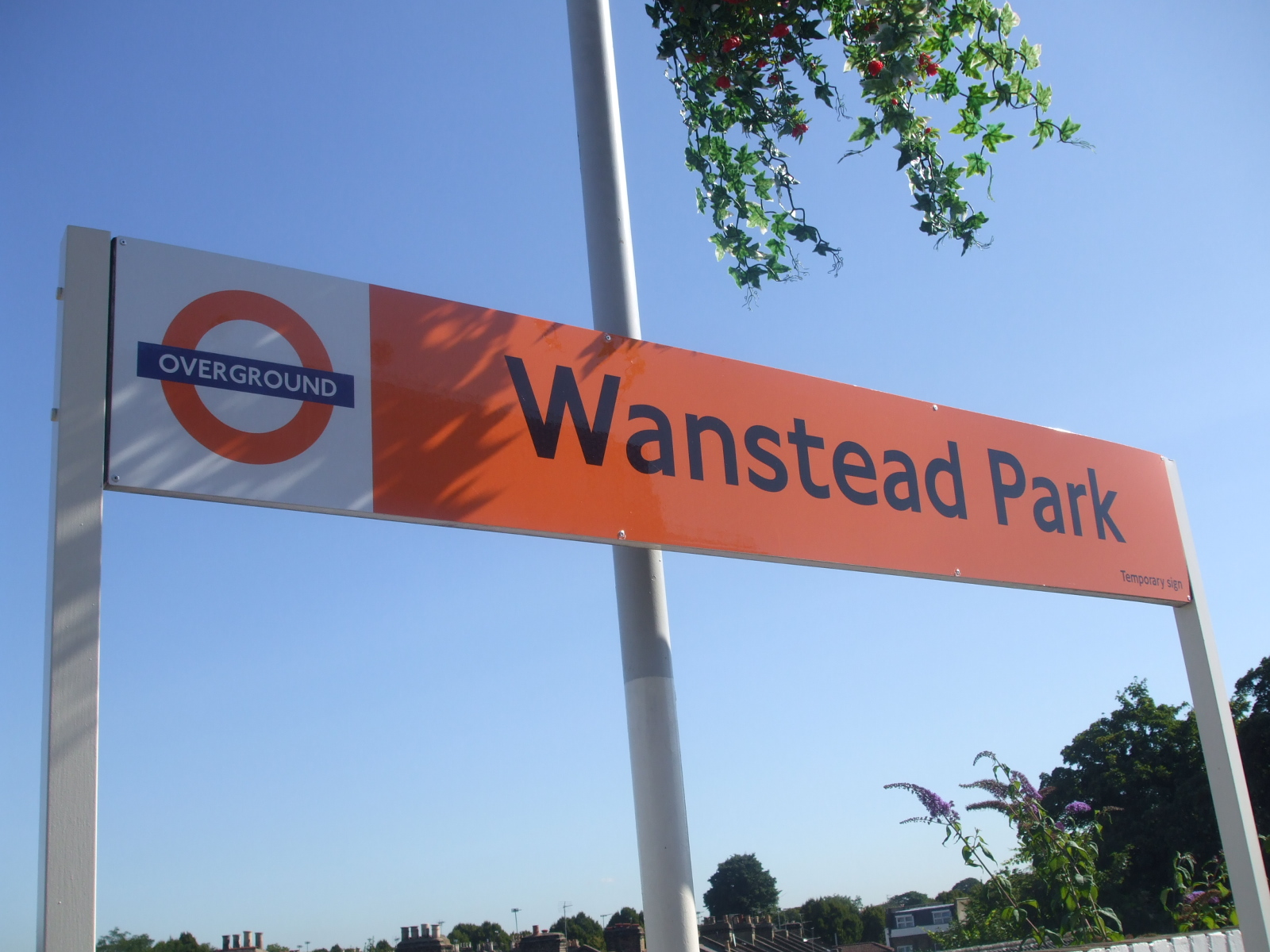
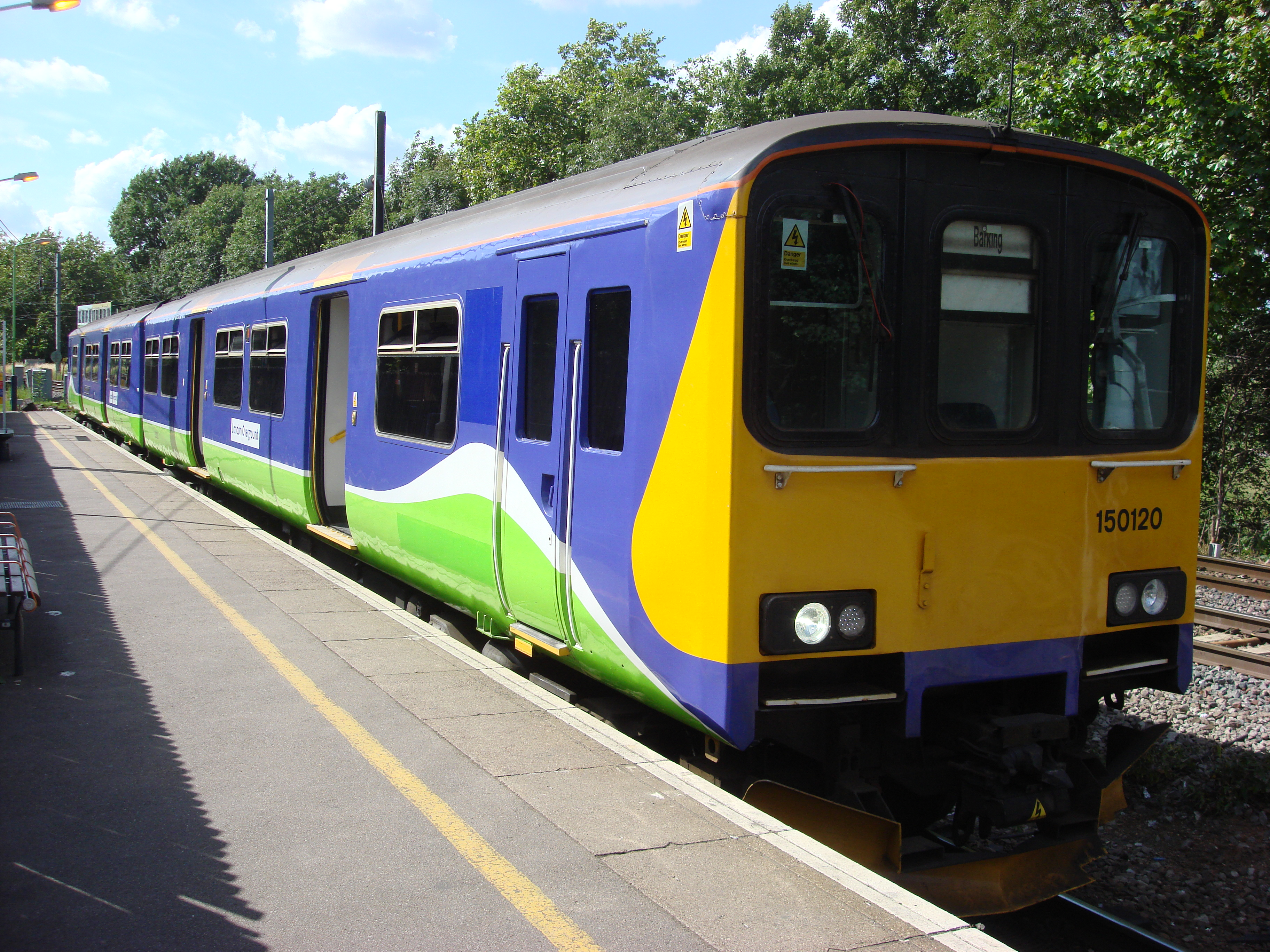
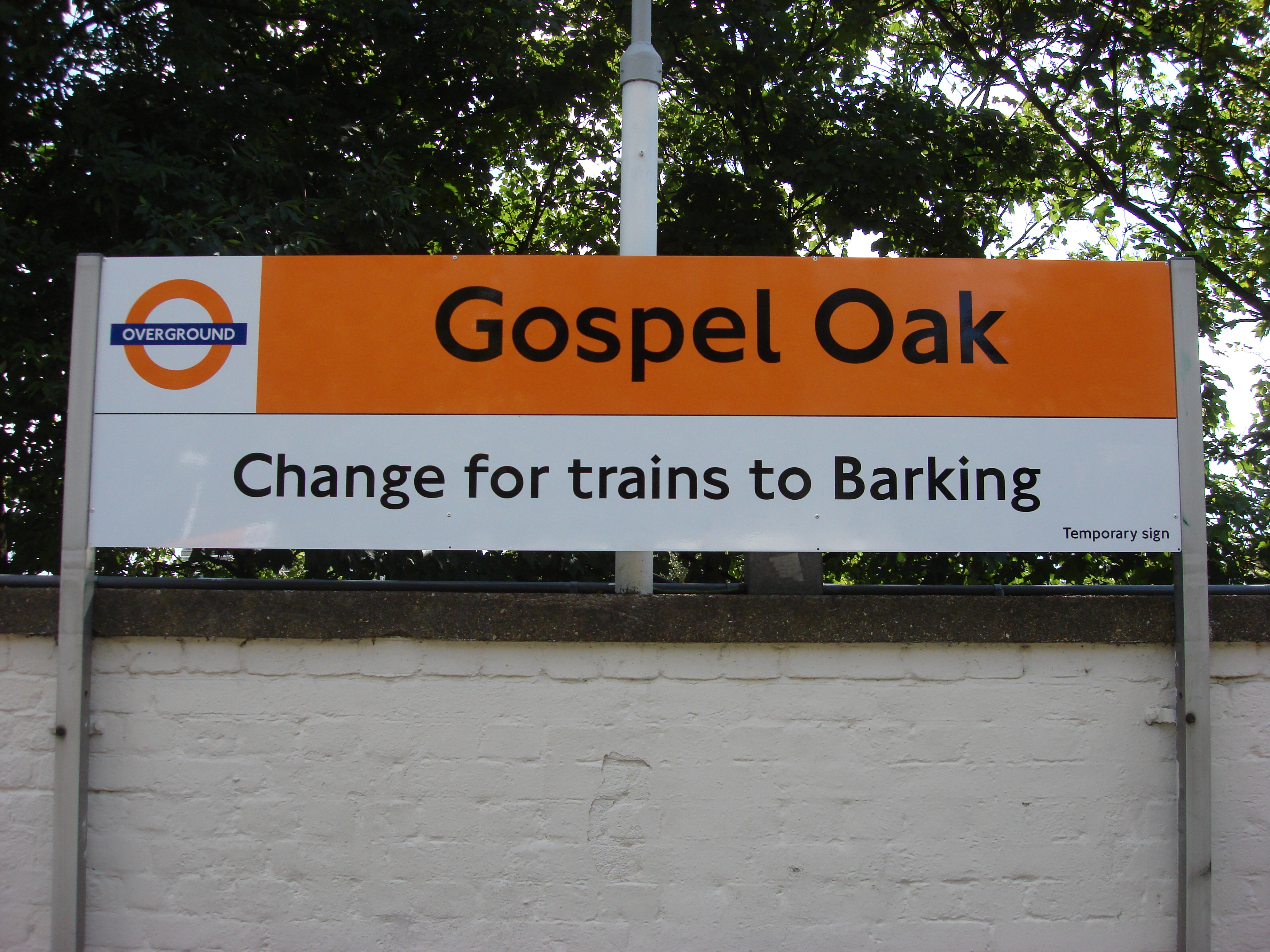
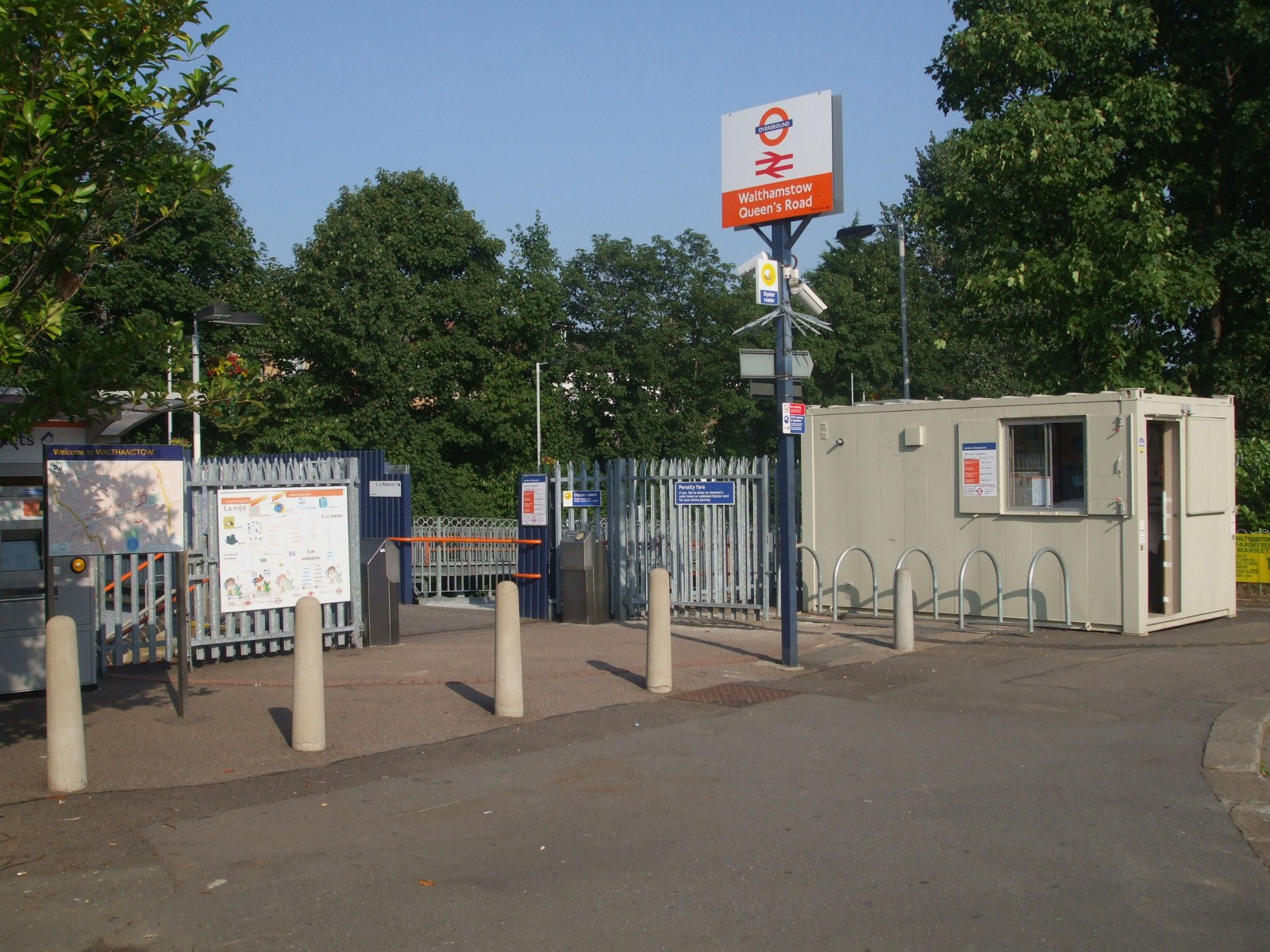